# Ellopták a hangomat
Ellopták a hangomat, eredeti angol címe Follow a Star, 1959-ben bemutatott fekete-fehér brit (angol) romantikus filmvígjáték, rendezte Robert Asher, főszereplői Norman Wisdom és June Laverick, a szereplőgárdában a későbbi Folytassa-sorozat sztárjai közül feltűnik Hattie Jacques és Fenella Fielding is.
A cselekmény alapötlete hasonló az 1952-es Ének az esőben című Gene Kelly-filmhez, ahol az énekelni nem tudó sztár, Lina Lamont (Jean Hagen) sikerének megtámogatására a szép hangú, de ismeretlen Kathy Seldon (Debbie Reynolds) énekhangját használják fel. A végén természetesen itt is minden tisztázódik.

## Cselekmény
Norman Truscott (Norman Wisdom) ruhatiszító munkásként dolgozik, de arról álmodozik, hogy egyszer színpadi színész lesz. Ezt szem előtt tartva leckéket vesz éneklés- és beszédtechnikábólból Miss Dobsontól (Hattie Jacques), de elég gyenge eredménnyel. Közben beleszeret Judyba, a zongoratanárnőbe (June Laverick), Miss Dobson munkatársába.
Norman meg akarja hallgatni Vernon Carew sztárénekest (Jerry Desmonde), elmegy a színházba, de nagy kavarodást okoz, amikor akaratlanul is megpróbál bekapcsolódni az előadásba. Carew, a profi énekes azonban rögtön felismeri, hogy Norman természetes, képzetlen hangja szebb, mint az ő sajátja, amely idő múltával egyre gyengébb lesz, és vele együtt hanyatlik Carew népszerűsége is. Carew álnok módon ingyenes énekleckéket ajánl Normannek, ennek örve alatt titokban felveszi, ahogy Norman a fürdőkádban énekel, és a felvételeket sajátjaként játssza le, miközben ő maga a televíziós felvételeken az előtérbe állva némán mímeli az éneklést. A Normantől elorzott hang segítségével Carew új sikereket arat, csillaga ismét felível.
Miss Dobson rájön, mi történik. Titokban becsempészi Normant (és önmagát is) a színfalak mögé, miközben a színpadon Carew előadása folyik. Megtalálja a hanglemezt, amelyről Norman igazi hangja szól, a tátogó Carew helyett. Leleplezi a hamisságot, hatalmas káoszt kiváltva a nézőtéren és a színpadon is. Normant kitolják a színpadra, és rábeszélik, hogy énekeljen a nyílt színen. A produkció óriási sikert arat, a közönség vastapssal ünnepli Normant. Az ünnepelt sztár azonban csendben eltűnik, és megszökik imádottjával, Judyval együtt.

## Szereposztás
| Szerep                    | Színész          | Magyar hangja (1. szinkron) |
| ------------------------- | ---------------- | --------------------------- |
| Norman Truscott           | Norman Wisdom    | Szacsvay László             |
| Judy June Laverick        | June Laverick    | Létay Dóra                  |
| Vernon Carew              | Jerry Desmonde   | Bács Ferenc                 |
| Dymphna Dobson            | Hattie Jacques   | Szabó Éva                   |
| Dr. Chatterway            | Richard Wattis   | Varga T. József             |
| Harold Franklin           | Eddie Leslie     | Konrád Antal                |
| Birkett                   | John Le Mesurier | Uri István                  |
| Pendlebury                | Sydney Tafler    | Rosta Sándor                |
| Lady Finchington          | Fenella Fielding | Vándor Éva                  |
| Tábornok                  | Charles Heslop   | Makay Sándor                |
| Rendőr                    | Robert Raglan    | Végh Ferenc                 |
| Felháborodott hölgyvendég | Joan Ingram      | Némedi Mari                 |
| Színházi ügyelő           | Joe Melia        | Juhász György               |
| Lány a parkban            | Dilys Laye       | N/A                         |
| Részeg vendég a partin    | Dick Emery       | N/A                         |
| Férfi vendég a partin     | Charles Gray     | N/A                         |
| Portás / Konferanszié     | N/A              | Csuha Lajos                 |

## Filmzene
A filmben szereplő zongorista Ron Moody színész, zeneszerző, dalszerző. A filmben felhangzó zeneszámok és dalok
- Follow a Star (szerző Norman Wisdom)
- I Love You (szerző Norman Wisdom)
- The Square Song (szerző Norman Wisdom)
- Give Me (szerzők Philip Green and Sonny Miller)
- Shepherd of the Dales (írta Norman Wisdom)
- You Deserve a Medal for That (írta Peter Myers and Alec Grahame)

## Érdekességek
Fenella Fielding megvetette Norman Wisdomot faragatlan viselkedése miatt, és azon kevesek közé tartozott, akik nyíltan ki is mondhatták ezt: „Nagyon kellemetlen ember. Azzal kezdi a napot, hogy a szoknyád alá nyúl. Nem a legjobb kezdet az aznapi filmezéshez.”
A filmben Norman tanórát vesz Miss Dobsontól (Hattie Jacques), közben Judy zongorázni tanít egy fiatal srácot, őt Norman Wisdom igazi fia, Nick Wisdom alakítja. Egy később jelenetben Judy egy kislányt tanít zongorázni, valójában Norman leányát, Jaqui Wisdomot.

## További információ
- Ellopták a hangomat a PORT.hu-n (magyarul)
- Ellopták a hangomat az Internetes Szinkronadatbázisban (magyarul)
- Ellopták a hangomat az Internet Movie Database-ben (angolul)
- Ellopták a hangomat a Rotten Tomatoeson (angolul)
- Ellopták a hangomat a Box Office Mojón (angolul)
- Follow a Star. 1959 British comedy film (angol nyelven). British Comedy Guide (comedy.co.uk). (Hozzáférés: 2021. február 20.)
- Ellopták a hangomat (1959), filmek magyar szinkronnal. videa.hu. (Hozzáférés: 2021. február 20.)